# Lijst van Nederlandse deelnemers aan de Paralympische Zomerspelen 1996
Deze lijst van Nederlandse deelnemers aan de Paralympische Zomerspelen 1996 in Atlanta geeft een overzicht van de sporters die zich hebben gekwalificeerd voor de Spelen.
| Paralympiër                    | Sport        | Onderdeel | Ervaring   |
| ------------------------------ | ------------ | --- | ---------- |
| Willem Noorduin                | Atletiek     | Discuswerpen Klasse T35 Kogelstoten Klasse T35 | 3de Spelen |
| Ronald van Reeden              | Atletiek     | 200 m Klasse T52 400 m Klasse T52 800 m Klasse T52 | 2de Spelen |
| Manfred Kooy                   | Atletiek     | 1500 m Klasse T34-37 | 2de Spelen |
| Arie de Graaf                  | Atletiek     | 1500 m Klasse T52-53 10.000 m Klasse T52-53 Marathon Klasse T52-53 | 2de Spelen |
| Iwan van Breemen               | Atletiek     | 1500 m Klasse T52-53 10.000 m Klasse T52-53 Marathon Klasse T52-53 | 3de Spelen |
| Henricus van Hout              | Atletiek     | 10.000 m Klasse T52-53 Marathon Klasse T52-53 | Debutant   |
| Taqy Parnian                   | Bankdrukken  | tot 60 kg | Debutant   |
| Wilhelmus Cappetijn            | Basketbal    | Heren | 2de Spelen |
| Mustafa Charif Jebari          | Basketbal    | Heren | 2de Spelen |
| Ruud Dettmer                   | Basketbal    | Heren | Debutant   |
| Koen Jansens                   | Basketbal    | Heren | 2de Spelen |
| Servaas Kamerling              | Basketbal    | Heren | 3de Spelen |
| Sander Markus                  | Basketbal    | Heren | 2de Spelen |
| René Martens                   | Basketbal    | Heren | 2de Spelen |
| Frank de Goede                 | Basketbal    | Heren | Debutant   |
| Anton de Rooij                 | Basketbal    | Heren | Debutant   |
| Jeffrey van Loon               | Basketbal    | Heren | 2de Spelen |
| Gert Jan van der Linden        | Basketbal    | Heren | 4de Spelen |
| Kornelis van der Werf          | Basketbal    | Heren | Debutant   |
| Erna Benneker                  | Basketbal    | Dames | Debutant   |
| Yolanda Broerse                | Basketbal    | Dames | Debutant   |
| Jorien Buurman                 | Basketbal    | Dames | 2de Spelen |
| Asjoesja Ibrahimi              | Basketbal    | Dames | 2de Spelen |
| Jennette Jansen                | Basketbal    | Dames | 2de Spelen |
| Jozima Mosely                  | Basketbal    | Dames | 3de Spelen |
| Ingeborg Tiggelman             | Basketbal    | Dames | 3de Spelen |
| Jaapje de Zeeuw                | Basketbal    | Dames | 2de Spelen |
| Evelina van Leeuwen            | Basketbal    | Dames | Debutant   |
| Marja van Leeuwen              | Basketbal    | Dames | 2de Spelen |
| Jeanine van Veggel             | Basketbal    | Dames | Debutant   |
| Guda van der Laan              | Basketbal    | Dames | 3de Spelen |
| Jappie Walstra                 | Boogschieten | W2 | 4de Spelen |
| Marco Mai                      | Boogschieten | W2 | Debutant   |
| Carlo Dengerink                | CP-voetbal   | Heren | 3de Spelen |
| Olaf Donners                   | CP-voetbal   | Heren | 2de Spelen |
| Percy Enser                    | CP-voetbal   | Heren | 2de Spelen |
| Rene Glimmerveen               | CP-voetbal   | Heren | Debutant   |
| Peter Guntlisbergen            | CP-voetbal   | Heren | 3de Spelen |
| Paul Heersink                  | CP-voetbal   | Heren | 3de Spelen |
| Dirk Hennink                   | CP-voetbal   | Heren | 2de Spelen |
| Olaf Karssen                   | CP-voetbal   | Heren | Debutant   |
| Arno de Jong                   | CP-voetbal   | Heren | 3de Spelen |
| Jaap de Vries                  | CP-voetbal   | Heren | 3de Spelen |
| Rudy van Breemen               | CP-voetbal   | Heren | Debutant   |
| Jan Bommel                     | Goalball     | Heren | 2de Spelen |
| Paul Noordegraaf               | Goalball     | Heren | Debutant   |
| Henri Nooyen                   | Goalball     | Heren | Debutant   |
| Paul van Kemenade              | Goalball     | Heren | Debutant   |
| Ronnie van Kemenade            | Goalball     | Heren | Debutant   |
| Joop Stokkel                   | Paardensport | Graad IV | 3de Spelen |
| Mirjam Amsing                  | Paardensport | Graad IV | Debutant   |
| Jolanda van Hoeven             | Schietsport  | luchtpistool Klasse SH1 | Debutant   |
| Mariëlle Brouwer-van der Ploeg | Tafeltennis  | Klasse 1-5 | 4de spelen |
| Gertrudis Laemers              | Tafeltennis  | Klasse 1-5 | Debutant   |
| Jolanda Paardekam              | Tafeltennis  | Klasse 1-5 | 3de Spelen |
| Cornelis Pellegrom             | Tafeltennis  | Klasse 1-5 | 2de Spelen |
| Diane Hendriks                 | Tafeltennis  | Klasse 6-10 | 4de Spelen |
| Ilonka van den Hoek            | Tafeltennis  | Klasse 6-10 | Debutant   |
| Harold Kersten                 | Tafeltennis  | Klasse 6-10 | 3de Spelen |
| Ricky Molier                   | Tennis       | Heren | Debutant   |
| Maaike Smit                    | Tennis       | Dames | 3de Spelen |
| Monique Kalkman                | Tennis       | Dames | 4de Spelen |
| Chantal Vandierendonck         | Tennis       | Dames | 3de Spelen |
| Eric Stuurman                  | Tennis       | Heren | Debutant   |
| Jozef Banfi                    | Volleybal    | Heren | 4de Spelen |
| Gerard Broertjes               | Volleybal    | Heren | 2de Spelen |
| Ron Durge                      | Volleybal    | Heren | 2de Spelen |
| Richard Gesell                 | Volleybal    | Heren | 2de Spelen |
| Gerard Kroon                   | Volleybal    | Heren | 2de Spelen |
| Harry Oomen                    | Volleybal    | Heren | Debutant   |
| Johan Reekers                  | Volleybal    | Heren | 2de Spelen |
| Gerard Spreeuwenberg           | Volleybal    | Heren | 2de Spelen |
| Pieter Top                     | Volleybal    | Heren | 3de Spelen |
| Andre Venderbosch              | Volleybal    | Heren | 3de Spelen |
| Bjorn van Unen                 | Volleybal    | Heren | Debutant   |
| Edwin van der Broek            | Volleybal    | Heren | Debutant   |
| Jan Mulder                     | Wielersport  | achtervolging Klasse Open 100/120k Klasse Open | 2de Spelen |
| Pascal Schoots                 | Wielersport  | achtervolging Klasse Open | Debutant   |
| Jeremy Eilander                | Wielersport  | 100/120k Klasse Open | Debutant   |
| Willem Buitendijk              | Wielersport  | 100/120k Klasse Open | Debutant   |
| Sander van Donk                | Wielersport  | 100/120k Klasse Open | Debutant   |
| Gerard Remery                  | Wielersport  | 100/120k Klasse Open | Debutant   |
| Henny van Baars                | Wielersport  | 100/120k Klasse Open | Debutant   |
| Henny van Baars                | Wielersport  | 100/120k Klasse Open | Debutant   |
| Theodorus Bouwman              | Zeilen       | Teamboot | Debutant   |
| Udo Hessels                    | Zeilen       | Teamboot | Debutant   |
| Pieter van Asten               | Zeilen       | Teamboot | Debutant   |
| Marijke Wolfswinkel            | Zeilen       | Teamboot | Debutant   |
| Alwin de Groot                 | Zwemmen      | 50 m Vrije Slag Klasse S10 100 m Rugslag Klasse S10 100 m Schoolslag Klasse SB9 100 m Vlinderslag Klasse S10 100 m Vrije Slag Klasse S10 200 m Wisselslag Klasse SM10 400 m Vrije Slag Klasse S10  | 2de Spelen |
| Alwin Houtsma                  | Zwemmen      | 50 m Vrije Slag Klasse MH 100 m Vrije Slag Klasse MH | Debutant   |
| Arnica den Drijver             | Zwemmen      | 50 m Vrije Slag Klasse MH 100 m Vrije Slag Klasse MH | Debutant   |
| Casper de Widt                 | Zwemmen      | 50 m Vrije Slag Klasse MH 100 m Vrije Slag Klasse MH | Debutant   |
| Frouwkje Harkema               | Zwemmen      | 50 m Schoolslag Klasse SB3 50 m Rugslag Klasse S4 150 m Wisselslag Klasse SM4 | 2de Spelen |
| Gerda Lampers                  | Zwemmen      | 100 m Schoolslag Klasse SB6 50 m Vlinderslag Klasse S7 50 m Vrije Slag Klasse S7 100 m Vrije Slag Klasse S7 200 m Wisselslag Klasse SM7                                                            | 3de Spelen |
| Gijsbertus Verwij              | Zwemmen      | 50 m Vlinderslag Klasse S6 50 m Vrije Slag Klasse S6 100 m Vrije Slag Klasse S6 200 m Wisselslag Klasse SM6 200 m Vrije Slag Klasse S6                                                             | 2de Spelen |
| Iris Assenberg                 | Zwemmen      | 100 m Schoolslag Klasse SB7 50 m Vlinderslag Klasse S7 200 m Wisselslag Klasse SM7 | Debutant   |
| Irma van Bussel                | Zwemmen      | 100 m Schoolslag Klasse SB7 100 m Rugslag Klasse S7 50 m Vrije Slag Klasse S7 | Debutant   |
| Joost de Hoogh                 | Zwemmen      | 100 m Rugslag Klasse S10 50 m Vrije Slag Klasse S10 100 m Vrije Slag Klasse S10 100 m Schoolslag Klasse SB10 100 m Vlinderslag Klasse S10 200 m Wisselslag Klasse SM10 400 m Vrije Slag Klasse S10 | Debutant   |
| Jurgen Lentink                 | Zwemmen      | 100 m Schoolslag Klasse B3 100 m Rugslag Klasse B3 50 m Vrije Slag Klasse B3 200 m Wisselslag Klasse B3 400 m Vrije Slag Klasse B3                                                                 | Debutant   |
| Jurjen Engelsman               | Zwemmen      | 100 m Schoolslag Klasse SB9 100 m Rugslag Klasse S10 50 m Vrije Slag Klasse S10 100 m Vrije Slag Klasse S10 100 m Vlinderslag Klasse S10 200 m Wisselslag Klasse SM10 400 m Vrije Slag Klasse S10  | Debutant   |
| Kasper Engel                   | Zwemmen      | 100 m Rugslag Klasse S6 50 m Vrije Slag Klasse S6 100 m Vrije Slag Klasse S6 200 m Vrije Slag Klasse S6 200 m Wisselslag Klasse SM6                                                                | 2de Spelen |
| Laurentius van Geel            | Zwemmen      | 100 m Schoolslag Klasse SB7 100 m Rugslag Klasse S7 50 m Vlinderslag Klasse S7 50 m Vrije Slag Klasse S7 100 m Vrije Slag Klasse S7 200 m Wisselslag Klasse SM7                                    | 2de Spelen |
| Marianne van Til               | Zwemmen      | 50 m Vrije Slag Klasse S2 50 m Rugslag Klasse S2 50 m Schoolslag Klasse SB3 100 m Vrije Slag Klasse S2                                                                                             | Debutant   |
| Petra Reuvekamp                | Zwemmen      | 100 m Schoolslag Klasse SB7 100 m Rugslag Klasse S8 50 m Vrije Slag Klasse S8 100 m Vrije Slag Klasse S8 200 m Wisselslag Klasse SM8 400 m Vrije Slag Klasse S8                                    | Debutant   |
| Rutger Sturkenboom             | Zwemmen      | 50 m Vrije Slag Klasse S9 100 m Vrije Slag Klasse S9 100 m Vlinderslag KLasse S9 100 m Schoolslag Klasse SB9 00 m Wisselslag Klasse SM9 400 m Vrije Slag Klasse S9                                 | 3de Spelen |
| Syreeta van Amelsvoort         | Zwemmen      | 100 m Schoolslag Klasse SB8 100 m Rugslag Klasse S8 50 m Vrije Slag Klasse S8 100 m Vrije Slag Klasse S8 100 m Vlinderslag Klasse S8 200 m Wisselslag Klasse S8 400 m Vrije Slag Klasse S8         | Debutant   |